# Isachne carolinensis
Isachne carolinensis är en gräsart som beskrevs av Jisaburo Ohwi. Isachne carolinensis ingår i släktet Isachne och familjen gräs. Inga underarter finns listade i Catalogue of Life.